# Spital (Lana)
Das ehemalige Spital, auch Lorenzerhof oder Junkhof genannt, ist zusammen mit der Martinskapelle ein geschütztes Baudenkmal der Marktgemeinde Lana in Südtirol.

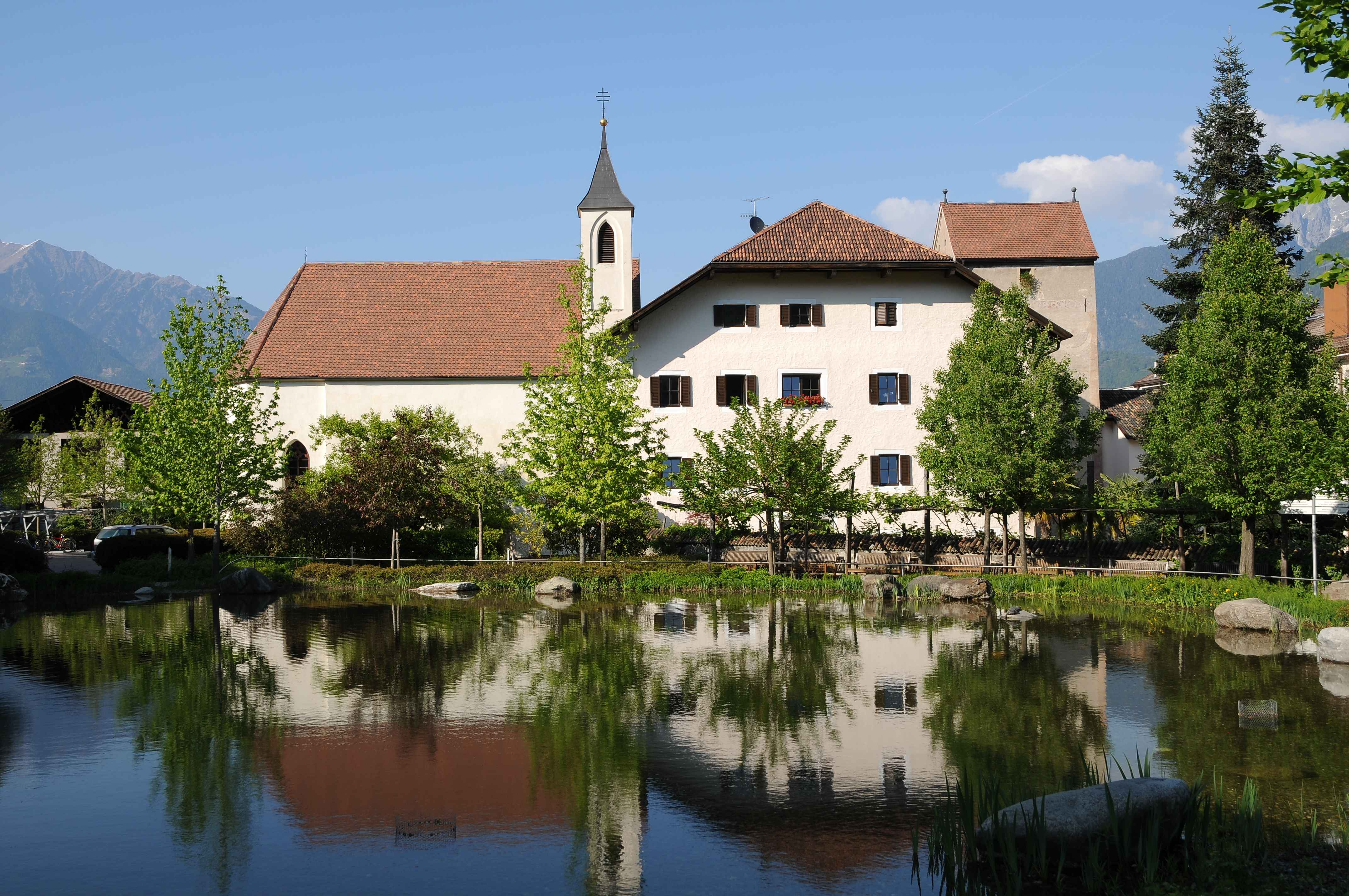
Martinskapelle mit ehemaligen Spital und dahinter liegendem Wohnturm

## Geschichte
Die im 13. Jahrhundert erbaute Anlage ist 1279 erstmals urkundlich in Besitz der Herren von Brandis erwähnt. 1365 gehörte sie Ulrich von Maienburg, 1593 verkaufte Wilhelm Freiherr von Wolkenstein zu Trostburg
und Neuhaus (1554–1636) den Junkhof an Jakob Andreas von Brandis. Im 16. bis 17. Jahrhundert war der Ansitz im Besitz der Herren von Goldegg. Von 1844 bis 1970 diente das Gebäude als Spital. Die angrenzende Kapelle wurde 1852/1853 errichtet. Heute ist die Anlage Teil eines Seniorenheims.

## Beschreibung
Das mit Doppelbogenfenster versehene Gebäude beherbergt im Erdgeschoss und ersten Stock ein durchgehender Gang mit Tonne und Putzgraten und steingerahmten Türen aus der ersten Hälfte des 16. Jahrhunderts, sowie im dritten Stock einen Raum mit Wandmalereien bez. 1563. Der viergeschossige Wohnturm ist mit einem Satteldach versehen. Die historisierende Kapelle mit Fassadendachreiter und Pyramidendach besitzt einen Polygonalen Chorschluss und Spitzbogenfenster.